# Sunnmøre

Sunnmøre en la provincia de Møre og Romsdal.

Sunnmøre (Møre del Sur, en nórdico antiguo: Sunnmœri) es un distrito tradicional de Noruega que se encuentra al sur de la provincia de Møre og Romsdal. En Sunnmøre vive más de la mitad de la población de la provincia —130 601 de los 247 313 habitantes—. Este distrito está formado tanto por tierra firme como por varias islas grandes como Gurskøy y Hareidlandet, y muchas pequeñas.
En la Edad Media en tiempos de los vikingos fue un reino independiente.
Sunnmøre comprende 17 municipios: Giske, Hareid, Herøy, Norddal, Sande, Skodje, Haram, Stordal, Stranda, Sula, Sykkylven, Ulstein, Vanylven, Volda, Ørskog, Ørsta, y Ålesund, esta última la localidad principal y la más grande del distrito.